# Catálogo de Montes de Utilidad Pública
El Catálogo de Montes de Utilidad Pública de España es un registro público de carácter administrativo en el que se inscriben todos los montes declarados de utilidad pública, regulado en la Ley 43/2003, de 21 de noviembre, de Montes. La inclusión o exclusión de montes del catálogo, así como su llevanza corresponde a las comunidades autónomas. Desde la aprobación de esta ley todos los montes catalogados pasan a estar considerados de dominio público.

## Origen del Catálogo de Montes de Utilidad Pública
Durante el siglo XIX español se llevó a cabo un proceso desamortizador impulsado por la burguesía progresista, bajo el marco de la revolución liberal, que tenía por objetivo la desvinculación de la propiedad de la tierra en manos muertas a favor de la burguesía liberal. Leyes básicas de esta reforma fueron la de 1835 en materia de exclaustración, las leyes de la desamortización eclesiástica de Mendizábal de 1836 y 1837, y la ley de 1 de mayo de 1855 de Pascual Madoz con la que se inicia una nueva etapa que ponía en venta los bienes del clero, los de órdenes militares, los de la beneficencia, obras pías, instrucción pública y sobre todo los propios y comunes de los pueblos, que se erigen en el elemento singular de los bienes incautados por el Estado. En este último grupo se encuadran los montes públicos, propiedad de diferentes entidades públicas.
En 1858, con los liberales en el gobierno, se entabló una lucha entre el Ministerio de Hacienda, partidario de la más amplia y rápida liquidación de los montes públicos y sin respeto a las normas establecidas, y el de Fomento que procuraba evitar la venta cuando no era razonable. Este último ministerio se vio obligado a realizar una Clasificación General de los Montes Públicos por un Real Decreto de 16 de febrero de 1859. Fue una de las primeras funciones encomendadas al recién creado Cuerpo de Ingenieros de Montes. Se les dio el tiempo de cuatro meses para su elaboración, período muy breve en relación con los medios disponibles en la época. El resultado ofrece una completa relación de los montes exceptuados de la desamortización y los enajenables, distinguiendo su pertenencia al Estado, a los pueblos o a las corporaciones civiles. Su valor radica en presentar el primer registro histórico ordenado de un modo sistemático y por provincias de las masas naturales españolas. Se exceptuaban de su venta los montes de pinos, enebros, sabinas, robles, quejigos, cualesquiera que sean sus especies, su método de beneficio y la localidad donde se hallaren. Se declaraban de dudosa venta y sujetos a un previo reconocimiento los encinares y alcornocales. Se podían finalmente enajenar fresnedas, olmedas, alamedas, saucedas, tarayales, retamares, tomillares, jarales y demás montes no comprendidos en las dos clases anteriores.
Esta clasificación fue aprobada por Real Orden de 30 de septiembre de 1859. Los políticos más liberales, bajo el amparo del espíritu desamortizador y las necesidades del erario público, propusieron ampliar las posibilidades de venta de los montes exceptuados en 1859. El 5 de febrero de 1862 se dictaron las reglas para la formación del primer Catálogo de Montes Públicos exceptuados de la desamortización, hecho por el Cuerpo de Ingenieros de Montes en cumplimiento de lo dispuesto por Real Decreto de 22 de enero de 1862 y Real Orden de la misma fecha. 
En 1896 tuvo lugar un intento de actualizar el catálogo y formar otro definitivo, creándose una nueva comisión al efecto, cuyo resultado final fue el catálogo publicado en 1901, mediante Real Decreto de 1 de agosto de 1901, por el que se publica el “Catálogo de los Montes y demás terrenos forestales exceptuados de la  desamortización por  razones de Utilidad Pública”. Una Orden ministerial de 24 de abril de 1931 significó la revisión del catálogo de 1901.
Posteriormente, el catálogo fue revisado en cumplimiento de la Orden de 31 de mayo de 1966, por la que se dictan normas para la ampliación, rectificación y conservación del Catálogo de montes de Utilidad Pública. Esta revisión concluyó con la publicación en la década de 1970 de los catálogos revisados de cada provincia.
Con la llegada del régimen autonómico, los montes inscritos a favor del Instituto Nacional para la Conservación de la Naturaleza fueron transferidos a las comunidades autónomas. En la actualidad (octubre de 2007) el Catálogo de Montes de Utilidad Pública continúa vigente, y muchas comunidades siguen haciendo un gran esfuerzo por incluir nuevos predios en el catálogo, el cual constituye una garantía de protección y continuidad del patrimonio forestal público español tras casi siglo y medio de historia.

## Funcionamiento
La inclusión y exclusión de montes en el Catálogo de Montes de Utilidad Pública y la llevanza de éste corresponde a las comunidades autónomas en sus respectivos territorios. Las comunidades autónomas darán traslado al Ministerio de Medio Ambiente de las inscripciones que practiquen, así como de las resoluciones administrativas y sentencias judiciales firmes que conlleven modificaciones en el catálogo, incluidas las que atañen a permutas, prevalencias y resoluciones que, con carácter general, supongan la revisión y actualización de los montes catalogados. 

### Inclusión
Se hará de oficio o a instancias del titular, y se adoptará por acuerdo del órgano competente que determine cada comunidad autónoma, a propuesta de su respectivo órgano forestal, previa instrucción del correspondiente procedimiento en el que deberá ser oída la Administración titular y, en su caso, los titulares de derechos sobre dichos montes.

### Exclusión
Solo procederá cuando haya perdido las características por las que fue catalogado y se regulará por el procedimiento descrito en el apartado anterior.
La exclusión parcial o permuta de una parte no significativa de un monte catalogado podrá ser autorizada por la comunidad autónoma, a propuesta de su órgano forestal, siempre que suponga una mejor definición de la superficie del monte o una mejora para su gestión y conservación.

## Efectos jurídicos
La titularidad que en el catálogo se asigne a un monte solo puede impugnarse en juicio declarativo ordinario de propiedad ante los tribunales civiles, no permitiéndose el ejercicio de las acciones reales del artículo 250.1.7 de la Ley de Enjuiciamiento Civil. En los casos en los que se promuevan juicios declarativos ordinarios de propiedad de montes catalogados, será parte demandada la comunidad autónoma, además de, en su caso, la entidad titular del monte.
La Administración titular o gestora inscribirá los montes catalogados, así como cualquier derecho sobre ellos, en el Registro de la propiedad, mediante certificación acompañada por un plano topográfico del monte o el levantado para el deslinde, a escala apropiada. En la certificación expedida para dicha inscripción se incluirá la referencia catastral del inmueble o inmuebles que constituyan el monte catalogado, de acuerdo con la Ley 48/2002, de 23 de diciembre, del Catastro Inmobiliario.

## Catálogo de Montes de Utilidad Pública por comunidades autónomas
| Comunidad o Ciudad Autónoma | Total MUP | Total superficie (ha) | Total municipios | Categoría en Wikimedia Commons                       | Identificador Wikidata |
| --------------------------- | --------- | --------------------- | ---------------- | ---------------------------------------------------- | ---------------------- |
| Castilla y León             | 3.500     | 1.800.000             |                  |                                                      |                        |
| Cataluña                    |           | 420.177,57            |                  |                                                      |                        |
| Comunidad de Madrid         | 214       | 94.112                | 84               | Montes de Utilidad Pública de la Comunidad de Madrid | Q113471318             |
| Comunidad Valenciana        | 433       | 377.164,902           |                  |                                                      |                        |
| Extremadura                 |           | 160.825               |                  |                                                      |                        |
| Navarra                     | 681       | 328.375               |                  |                                                      |                        |
| La Rioja                    | 211       | 212.650,68            |                  |                                                      |                        |
| Región de Murcia            | 111       | 63.109                | 19               |                                                      |                        |

### Visores cartográficos
- Aragón
- Comunidad Valenciana Archivado el 29 de julio de 2011 en Wayback Machine.
- La Rioja Archivado el 19 de marzo de 2018 en Wayback Machine.

### Enlaces a los catálogos
- Catálogo de montes de Utilidad Pública de Castilla y León
- Catálogo de montes de Utilidad Pública de la Comunidad de Madrid
- Catálogo de montes de Utilidad Pública de la Comunidad Valenciana
- Catálogo de montes de Utilidad Pública del Principado de Asturias